# 躁公
躁公（そうこう）は、秦の第18代公。厲共公の子。

## 生涯
厲共公34年（紀元前443年）、厲共公が薨去すると、後を継いで秦公となった。
躁公2年（紀元前441年）、南鄭が叛いた。
躁公13年（紀元前430年）、義渠（ぎきょ）が渭水の北まで来攻した。
躁公14年（紀元前429年）、薨去し、弟の懐公が立って秦公となった。

## 参考資料
- 『史記』（秦本紀第五）